# AN/SQS-26
AN/SQS-26은 미국의 제너럴 일렉트릭 사와 EDO 사가 개발한 군용소나 3khz급의 저주파를 사용하고 또한 수색과 공격에 대한 정밀 추적의 양 기능을 가진 멀티 모드 소나이다. 또한 훗날 개선된 AN / SQS-53 이 개발되어 배포되었다.

## 개요
1950년대 후반 장사정의 아스 록 대잠 미사일 의 함대 배치에 따라 미국 해군에서 5 킬로 헤르츠 급 저주파 소나인 AN / SQS-23를 채용했다. 이것은 산가모 사에 의해 AN / SQS-29 ( AN / SQS-4 mod.1 개량형 8 킬로 헤르츠 급)을 발전시키는 형태로 개발 된 것으로, 이상적인 음향 환경에서 40,000 야드 (37 km)의 탐지 거리를 발휘할 수 있었다.
그러나 당시 소련 해군 은 빠르게 잠수함 전력 확충을 진행하고 있으며, 미국 해군 은 더욱 원거리 탐지가 가능한 저주파 음파를 요청했다.  이에 따라 1955년 보다 EDO 와 제너럴 일렉트릭 에 의해 개발 된이 기기이다.  1961년에는 시제품 인 XN-1이 제작되어 동년에는 초기 생산 계약이 이루어졌다. 직접 탐지 범위 ( direct path )로 18.3 km (9.9 nmi) 수렴대 (CZ)와 해저 반동 ( bottom bounce , BB) 등 특수 음향 환경을 활용 있다면 64 킬로미터 (35 nmi) 가까운 탐지 가능 거리를 가진다고 한다. 소나는 군함 돔에 수용되고, 높이 1.68 미터, 직경 4.88 미터, 무게 27,216kg이다. 스테부 (stave)은 72개로 각각 8개의 소자가 구비되어 있으며, 37대의 컴퓨터를 갖추고 있다.
초기 생산에 의한 제너럴 일렉트릭의 AN / SQS-26 AX는 1963년 중반부터 배치되기 시작했지만, 같은 해 EDO는 거의 동일한 디자인에 의한 AN / SQS-26 BX 주문을 받아 이것은 1966년부터 취역을 시작했다. 1964년 제너럴 일렉트릭에 대해 개선된 AN / SQS-26 CX이 주문되고 이것은 1969년부터 취역했다. 또한 1965년 기존의 AN / SQS-26 AX를 쳐도 AN / SQS-26 AXR의 개발이 시작되어 나중에 모든 장비 함이 리모델링을받은

## SQS-53
SQS-26 CX를 솔리드 스테이트 함과 동시에 신형 Mk.116 수중 공격 지휘 장치 에 대응하도록 개조 한 것은 새로운 AN / SQS-53 의 제식 번호를 부여되었다. 아날로그 식의 AN / SQS-53A 디지털화 된 AN / SQS-53B , 컴퓨터 제어의 AN / SQS-53C , COTS 된 AN / SQS-53D 가있다. AN / SQS-26뿐만 아니라 최대 탐지 거리는 CZ 이용시 64km 미만이되지만, 평균 탐지 거리는 직접 경로 9km 이내였다. 또한, AN / SQS-53는 후 Mk.116 수중 공격 지휘 장치, AN / SQR-19 전술 견인 소나 함께 AN / SQQ-89 통합 대잠 전 시스템 (ASWCS) 서브 시스템으로 통합되었다.

## 같이 보기
- DSQS-21
- OQQ-24
- OQS-5
- 소나